# Değirmenözü, Göynük
Değirmenözü là một xã thuộc huyện Göynük, tỉnh Bolu, Thổ Nhĩ Kỳ. Dân số thời điểm năm 2010 là 143 người.